# Білл Коббс
Білл Коббс (нар. 16 червня 1934, Клівленд, Огайо, США — пом. 25 червня 2024, Ріверсайд, Каліфорнія, США ) — американський актор кіно та телебачення, відомий насамперед ролями Волтера у фільмі «Брат з іншої планети» (1984), Реджинальда у фільмі «Ніч у музеї» (2006) і майстра Тінкера у фільмі «Оз: Великий та Могутній» (2013).
Розпочавши акторську кар'єру лише в 40 років, зіграв понад 100 ролей.

## Біографія
У 1970 році, у віці 36 років, він поїхав до Нью-Йорка, щоб шукати роботу актора. Виступав у невеликих театральних постановках, вуличному театрі, регіональному театрі та в театрі Юджина О'Ніла.
Дебютував у повнометражному фільмі, знявшись в епізодичній ролі в «Захоплення поїзда Пелем 123» в 1974 році.
У 2019 та 2020 роках отримав нагороду «Денна премія «Еммі»» як видатний виконавець у дитячій, сімейній програмі або програмі для спеціальних класів та за видатне обмежене виконання в денній програмі за серіал «Діно Дана».

## Фільмографія
| Рік       |    | Українська назва                                                                                           | Оригінальна назва                              | Роль                          |
| --------- | -- | --- | ---------------------------------------------- | ----------------------------- |
| 1974      | ф  | Захоплення поїзда Пелем 123                                                                                | The Taking of Pelham One Two Three             | чоловік на платформі          |
| 1983      | ф  | Гнів янголів                                                                                               | Rage of Angels                                 | Абрахам Вілсон                |
| 1983      | ф  | Помінятися місцями                                                                                         | Trading Places                                 | бармен Террі                  |
| 1983      | ф  | Сілквуд | Silkwood                                       | людина в їдальні              |
| 1984      | ф  | Брат з іншої планети                                                                                       | The Brother from Another Planet                | Волтер                        |
| 1984      | ф  | Кейт з Еллі                                                                                                | Kate & Allie                                   | Сем Батчер                    |
| 1984      | ф  | Клуб «Коттон»                                                                                              | The Cotton Club                                | Великий Джо Айсон             |
| 1985      | ф  | Пози, що компрометують                                                                                     | Compromising Positions                         | сержант Вільямс               |
| 1985—1988 | с  | Спенсер |                                                |                               |
| 1985—1989 | с  | Вирівнювач                                                                                                 |                                                |                               |
| 1986      | ф  | Колір грошей                                                                                               | The Color of Money                             | Орвіс                         |
| 1986—1993 | с  | Створюючи жінку                                                                                            |                                                |                               |
| 1986—1994 | с  | Закон Лос-Анджелесу                                                                                        |                                                |                               |
| 1987      | ф  | Підозрюваний                                                                                               | Suspect                                        | суддя Франклін                |
| 1987      | ф  | П'ять кутів                                                                                                | Five Corners                                   | людина в кав'ярні             |
| 1988      | ф  | Домінік із Юджином                                                                                         | Dominick and Eugene                            | Джессі Джонсон                |
| 1988      | ф  | Птах | Bird                                           | доктор Колфілд                |
| 1989      | ф  | Січнева людина                                                                                             | The January Man                                | детектив Рейлі                |
| 1989—1997 | с  | Тренер |                                                |                               |
| 1990      | ф  | Поминальний день                                                                                           |                                                |                               |
| 1990      | ф  | Вигнані в Америку – чи то Північну, чи то Центральну, чи то Південну, але скоріше за все у Сполучені Штати |                                                |                               |
| 1990      | ф  | Північний бік                                                                                              |                                                |                               |
| 1991      | ф  | В штаті Кароліна – чи то Північній, чи то Південній – минуле ворошити не люблять                           |                                                |                               |
| 1991      | ф  | Люди під сходами                                                                                           | The People Under the Stairs                    | дідусь Букер                  |
| 1991      | ф  | Напролом                                                                                                   | The Hard Way                                   | обірваний чоловік             |
| 1991      | ф  | Нью-Джек-Сіті                                                                                              | New Jack City                                  | старий                        |
| 1991—1993 | с  | Я відлечу                                                                                                  |                                                |                               |
| 1992      | ф  | Дорожні небилиці                                                                                           | Roadside Prophets                              |                               |
| 1992      | ф  | Охоронець                                                                                                  | The Bodyguard                                  | Білл Девані                   |
| 1993      | ф  | Руйнівник                                                                                                  | Demolition Man                                 | Zachery Lamb - Aged           |
| 1993      | ф  | Фатальний інстинкт                                                                                         | Fatal Instinct                                 | людина в парку                |
| 1993—2001 | с  | Вокер, техаський рейнджер                                                                                  |                                                |                               |
| 1994      | ф  | Підручний Гадсакера                                                                                        | The Hudsucker Proxy                            | Мосес                         |
| 1994      | ф  | Зіцголова                                                                                                  |                                                |                               |
| 1994—2003 | с  | Той, який доторкнувся до янгола                                                                            |                                                |                               |
| 1995      | ф  | Брати Веєнси                                                                                               |                                                |                               |
| 1995      | ф  | Золотовласка й три ведмеді                                                                                 |                                                |                               |
| 1995      | ф  | Поїздка у вівторок зранку                                                                                  |                                                |                               |
| 1995      | ф  | Примадонни                                                                                                 |                                                |                               |
| 1995      | ф  | Там |                                                |                               |
| 1995      | ф  | Везунчик                                                                                                   | Fluke                                          | Берт                          |
| 1995      | ф  | Людина з пістолетом                                                                                        | Man with a Gun                                 | Генрі Гріггс                  |
| 1995      | ф  | Чим зайнятися мерцю в Денвері                                                                              | Things to Do in Denver When You're Dead        | Молт                          |
| 1995—2005 | с  | Військово-юридична служба                                                                                  |                                                |                               |
| 1996      | ф  | Гойдалки страху                                                                                            |                                                |                               |
| 1996      | ф  | Ед | Ed                                             |                               |
| 1996      | ф  | Перша дитина країни                                                                                        | First Kid                                      |                               |
| 1996      | ф  | Примари Місісіпі                                                                                           | Ghosts of Mississippi                          |                               |
| 1996      | ф  | Швидка допомога                                                                                            |                                                |                               |
| 1996      | ф  | Те, що ти робиш!                                                                                           | That Thing You Do!                             | Дель Пакстон                  |
| 1996—2003 | с  | Поліція Нью-Йорка                                                                                          |                                                |                               |
| 1997      | ф  | Король повітря                                                                                             | Air Bud                                        | тренер Артур Чейні            |
| 1997—1999 | с  | За межею реального                                                                                         |                                                |                               |
| 1997—2004 | с  | Практика                                                                                                   |                                                |                               |
| 1998      | ф  | Закон вулиць                                                                                               |                                                |                               |
| 1998      | ф  | Полі | Paulie                                         |                               |
| 1998      | ф  | Проблиски надії                                                                                            | Hope Floats                                    | медбрат                       |
| 1998      | ф  | Я досі знаю, що ви скоїли минулого літа                                                                    | I Still Know What You Did Last Summer          | Естес                         |
| 1999      | ф  | Павутиння брехні                                                                                           |                                                |                               |
| 1999—2006 | с  | Західне крило                                                                                              |                                                |                               |
| 1999—2007 | с  | Клан Сопрано                                                                                               |                                                |                               |
| 2000      | ф  | Всього тільки час                                                                                          |                                                |                               |
| 2000      | ф  | Інші |                                                |                               |
| 2000—2006 | с  | Так, люба                                                                                                  |                                                |                               |
| 2000—2015 | с  | C.S.I. Місце злочину                                                                                       |                                                |                               |
| 2001      | мс | Невгамовні                                                                                                 | Rugrats                                        |                               |
| 2001—2002 | с  | Філадельфія                                                                                                |                                                |                               |
| 2001—2003 | с  | Військові слідчі                                                                                           |                                                |                               |
| 2001—2004 | с  | Жіноча бригада                                                                                             |                                                |                               |
| 2001—2005 | с  | Зоряний шлях: Ентерпрайз                                                                                   |                                                |                               |
| 2001—2005 | с  | Клієнт завжди мертвий                                                                                      |                                                |                               |
| 2001—2005 | с  | Моя дружина та діти                                                                                        |                                                |                               |
| 2002      | ф  | З мене досить                                                                                              | Enough                                         | Джим Толлер                   |
| 2002      | ф  | Сонячний штат                                                                                              | Sunshine State                                 |                               |
| 2002—2004 | с  | Шоу Дрю Кері                                                                                               |                                                |                               |
| 2003      | ф  | Могутній вітер                                                                                             | A Mighty Wind                                  |                               |
| 2005      | ф  | Еліксир безсмертя                                                                                          |                                                |                               |
| 2005      | ф  | Скакун Дербі                                                                                               | The Derby Stallion                             |                               |
| 2005      | ф  | Качка | Duck                                           |                               |
| 2006      | ф  | Ніч у музеї                                                                                                | Night at the Museum                            | Реджинальд, охоронець у музеї |
| 2006      | ф  | Останній дарунок                                                                                           | The Ultimate Gift                              | містер Теофіл Гамільтон       |
| 2006      | ф  | Важкий випадок                                                                                             | Hard Luck                                      |                               |
| 2007      | ф  | Дорога в осінь                                                                                             |                                                |                               |
| 2007      | ф  | На краю життя                                                                                              |                                                |                               |
| 2008      | ф  | Морг |                                                |                               |
| 2008      | ф  | Транзит чорної води                                                                                        |                                                |                               |
| 2008      | ф  | Пагорб одного дерева                                                                                       |                                                |                               |
| 2009      | ф  | Ніч у музеї 2                                                                                              | Night at the Museum: Battle of the Smithsonian | Реджинальд, охоронець у музеї |
| 2010      | ф  | В пошуках Санта-Лапуса                                                                                     | The Search for Santa Paws                      |                               |
| 2010      | ф  | Житель |                                                |                               |
| 2011      | ф  | Закон Геррі                                                                                                |                                                |                               |
| 2011      | ф  | Мапети | The Muppets                                    | дідусь                        |
| 2011      | ф  | Мислити як злочинець: Поведінка підозрюваного                                                              |                                                |                               |
| 2012—2013 | с  | На старт!                                                                                                  |                                                |                               |
| 2013      | ф  | Оз: Великий та Могутній                                                                                    | Oz the Great and Powerful                      | головний майстер              |
| 2014      | ф  | Ніч у музеї: Секрет гробниці                                                                               | Night at the Museum: Secret of the Tomb        | Реджинальд, охоронець у музеї |
| 2015      | ф  | Прекрасна Гіллі Гопкінс                                                                                    | The Great Gilly Hopkins                        |                               |
| 2016      | ф  | Нове життя                                                                                                 | New Life                                       |                               |
| 2019      | ф  | За межею закону                                                                                            | Beyond the Law                                 |                               |
| 2017—2020 | с  | Діно Дана                                                                                                  | Dino Dana                                      | містер Гендріксон             |
| 2022      | ф  | Квартальна вечірка                                                                                         | Block Party                                    |                               |